# زاپاس (اینترنت)
زاپاس (انگلیسی: Sockpuppet به معنی عروسک جورابی) نوعی هویت برخط است که در فریب دادن سایر کاربران اینترنت کاربرد دارد. این اصطلاح، که ریشهٔ برابر انگلیسی آن در نام عروسک‌های سادهٔ ساخته‌شده از جوراب است، در اصل اشاره به هویت ساختگی به کار گرفته‌شده توسط اعضای یک اجتماع اینترنتی دارد که در حالی که خود را جای شخص دیگری جا می‌زنند، با خودشان یا دربارهٔ خودشان صحبت می‌کنند.
این اصطلاح امروزه سایر کاربردهای گمراه‌کننده از هویت‌های برخط، مانند هویت‌های خلق شده جهت تحسین، دفاع یا حمایت از یک شخص یا سازمان، کنترل افکار عمومی، یا دور زدن تعلیق یا قطع دسترسی در یک وبگاه را نیز در بر می‌گیرد. یکی از عمده‌ترین تفاوت‌ها میان استفاده از نام مستعار و ساختن یک حساب زاپاس در این است که زاپاس‌ها خود را به‌جای شخص سوم مستقلی که وابستگی به گردانندهٔ اصلی حساب ندارد، جا می‌زنند.

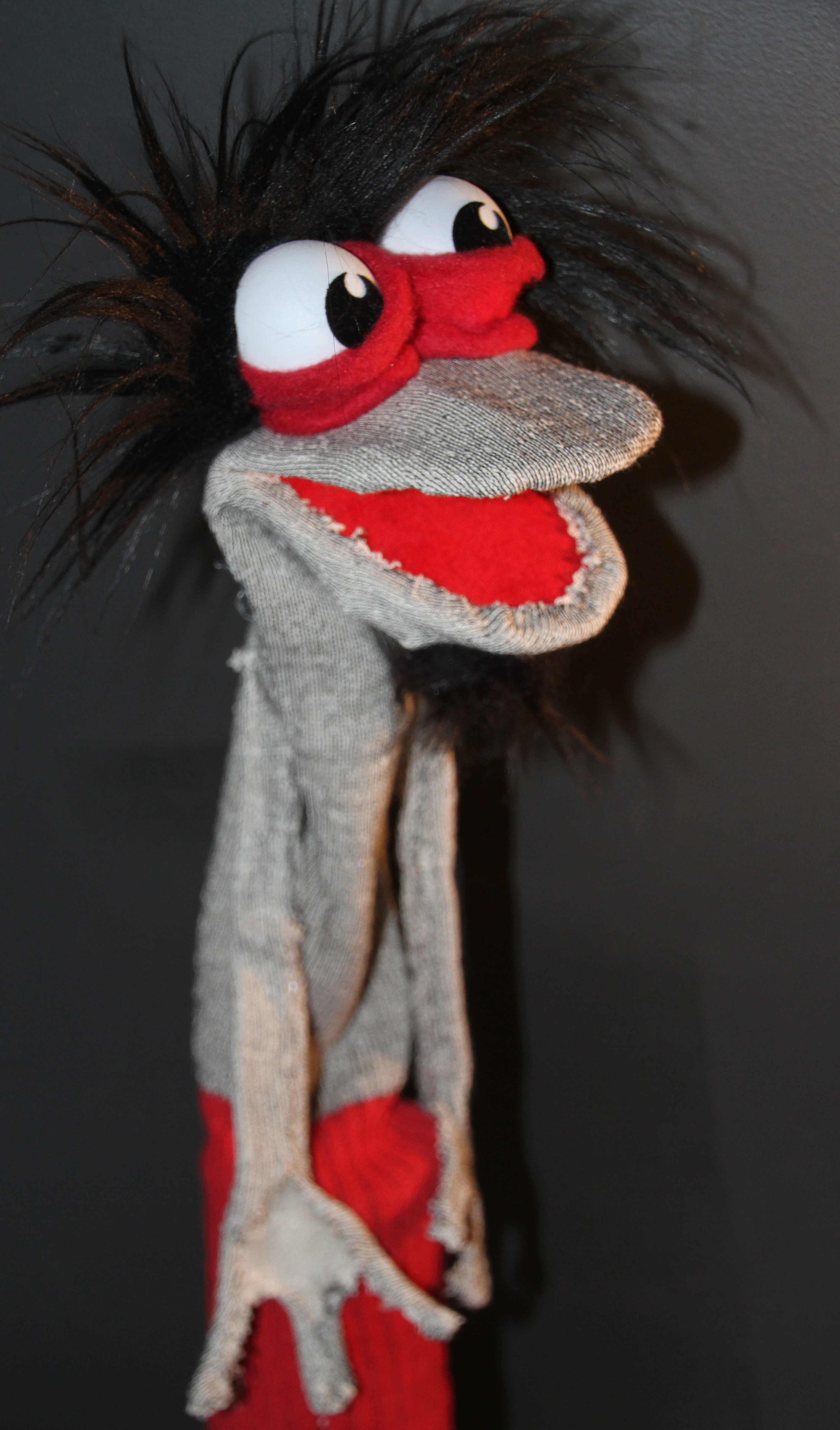
«عروسک جورابی» در اصطلاح خارج از اینترنت به یک عروسک دستی اشاره داردکه از یک جوراب ساخته شده‌است.

## تاریخچه
اولین کاربرد ثبت شده از اصطلاح «عروسک جورابی» به تاریخ ۹ ژوئیه ۱۹۹۳ بازمی‌گردد، اما استفاده از آن در گروه‌های یوزنت تا سال ۱۹۹۶ متداول نشد. در اولین مدخل این واژه در فرهنگ انگلیسی آکسفورد در ۲۷ مارس ۲۰۰۰، با ارجاع به مجلهٔ یواس نیوز اند ورلد ریپورت در مورد آن نوشته شده‌بود: «یک فرد که اعمال او توسط فرد دیگری کنترل می‌شود، یک بازیچه»
با این حال بازبینی کارهای یک فرد توسط خودش با نام دیگر به پیش از ظهور اینترنت بازمی‌گردد. به‌عنوان مثال والت ویتمن و آنتونی برجس کتاب‌هایی که توسط خودشان نوشته شده‌بود را با نام مستعار ویرایش و بازبینی کردند. بنجامین فرانکلین نیز یکی دیگر از نمونه‌های این نوع استفاده از نام مستعار است.
در ۲۱ اکتبر ۲۰۱۳ بنیاد ویکی‌مدیا (WMF) زاپاس‌بازی و استفاده از حساب‌های زاپاس جهت حمایت از اشخاص و سازمان‌ها در مقابل دریافت دستمزد در ویکی‌پدیا را محکوم کرد، و سپس در ۲۳ اکتبر مشخصاً ویرایش ویکی‌پدیا توسط ویکی-پی‌آر را ممنوع کرد. در ماه‌های اوت و سپتامبر ۲۰۱۵، بنیاد ویکی‌مدیا گروه دیگری از حساب‌های زاپاس را کشف کرد که با نام اورینج‌مودی شناخته می‌شدند.

## انواع

### گریز از انسداد حساب
یکی از دلایل زاپاس‌بازی، دور زدن قطع دسترسی یا هر نوع دیگری از تحریم است که بر روی حساب اصلی فرد اعمال شده‌باشد. افراد ممکن است پس از اعمال محدودیت بر دسترسی‌شان، سعی کنند تا با استفاده از حساب‌های موازی تحریم‌ها را پشت سر بگذارند.

### رأی دادن انبوه
حساب‌های زاپاس ممکن است برای استفاده در یک نظرسنجی یا رأی‌گیری برخط و ثبت چندین رأی به نفع گردانندهٔ اصلی ساخته شوند. یکی از کاربردهای مرتبط، ساخت چندین هویت است که هر یک به حمایت از گردانندهٔ اصلی در یک بحث می‌پردازند و سعی دارند گرداننده را در جایگاه نمایندهٔ دیدگاه اکثریت اجتماع قرار داده و نظرات مخالف را به حاشیه برانند. در تئوری اجمالی شبکه‌های اجتماعی و سامانه‌های اعتباری، از این عمل با نام حملهٔ سیبیل یاد می‌شود.
نوعی از هویت‌های جعلی گمراه‌کننده مشابه حساب‌های زاپاس در بازاریابی پارتیزانی کاربرد دارد. در این نوع، بازاریاب پارتیزانی یک یا چند حساب با نام مستعار ایجاد می‌کند که هریک از این حساب‌ها مدعی هستند که متعلق به یک فرد متفاوت و هوادار مشتاق محصول، کتاب یا ایدئولوژیِ گردانندهٔ اصلی است.

### زاپاس پهلوان‌پنبه
زاپاس پهلوان‌پنبه یا زاپاس پوشالی یک نام مستعار از نوع پرچم دروغین است که جهت احمقانه یا مضر جلوه دادن یک دیدگاه خاص با هدف برانگیختن احساسات منفی علیه آن ساخته می‌شود. رفتار زاپاس‌های پوشالی معمولاً به شکل غیر معقولانه، با اظهار بی‌اطلاعی یا همراه با پیش‌داوری است و معمولاً در بحث‌ها اقدام به ایجاد مغالطه پهلوان‌پنبه‌ای می‌کنند که گردانندهٔ اصلی می‌تواند به‌راحتی آن را مورد انتقاد یا انکار قرار دهد. تأثیرگذاری مورد نظر این نوع حساب‌های زاپاس، بی‌اعتبار کردن بحث‌های منطقی‌تری است که با هدف بررسی رفتار گردانندهٔ اصلی شکل گرفته‌اند. این نوع از زاپاس‌ها رفتاری مشابه ترول‌های اینترنتی دارند.

## تحقیق و بررسی زاپاس‌ها
چندین شیوه برای بررسی این که یک حساب کاربری زاپاس است یا خیر توسعه یافته‌است. از جملهٔ این شیوه‌ها می‌توان به مقایسهٔ نشانی آی‌پی حساب‌های مشکوک به زاپاس بودن، و بررسی مقایسه‌ای سبک نگارش حساب‌های زاپاس مشکوک اشاره کرد.